# Sally Miller Gearhart
Sally Miller Gearhart, född 15 april 1931 i Pearisburg, Virginia, död 14 juli 2021 i Ukiah, Kalifornien, var en amerikansk genusvetare.
Gearhart var aktiv som militant lesbisk feminist från 1970 och var även engagerad inom djurrättsrörelsen. Hon var verksam vid programmet för kvinnostudier vid San Francisco State University, där hon var ledare för Speech and Communications Department. Av hennes skrifter kan nämnas A Feminist Tarot (tillsammans med Susan Rennie, 1976) och The Wanderground: Stories of the Hill Women, 1978).